# أفي دوان
افي دوان (بالعبرية: אבי דואן‏) هو سياسي إسرائيلي، ولد في 17 أكتوبر 1955 في إسرائيل، وتوفي في 22 سبتمبر 2018. حزبياً، نشط في كاديما. وقد انتخب عضو الكنيست ‏ وقد انضم خلال فترته النيابية ‏ (25 يناير 2012 – 5 فبراير 2013)  للكتلة البرلمانية كاديما.